# Văn học phiêu lưu
Văn học phiêu lưu (tiếng Pháp: littérature d’aventures) là một khái niệm chung chỉ tác phẩm có đề tài, cốt truyện phiêu lưu.
Văn học phiêu lưu gắn bó mật thiết với văn học trinh thám, nhất là với du ký. Những hiện tượng văn học như tiểu thuyết hiệp sĩ,tiểu thuyết du đãng,... đều được gọi chung là văn học phiêu lưu.
Đặc trưng của văn học phiêu lưu là tính linh hoạt, năng động, là sự gay cấn của một cốt truyện đầy những bí ẩn, những tình huống đặc biệt, những bước ngoặt bất ngờ. Cốt truyện của nó đầy ắp những truyện theo dõi, bắt cóc, tai biến, những chuyển đổi từ nguy cấp sang giải cứu. Hành động thường diễn ra trong những tình thế bất thường.
Giữa các nhân vật chính diện và phản diện có sự tương phản gay gắt về tâm lí. Được biết đến nhiều nhất là những cuốn tiểu thuyết phiêu lưu của Ph. Ma-ri-ét, T.M. Ri-đơ, R. Stê-ven-xơn (Anh), Gi. Véc-nơ (Pháp), A. Đuy-ma (cha) và Ơ. Xuy (Pháp). Cuối thế kỷ XIX – đầu thế kỷ XX, tiểu thuyết phiêu lưu là thể loại đặc trưng cho chủ nghĩa lãng mạn mới (Gi. Côn-rát, R. Kíp-ling ở Anh, Gi. Lơn-đơn ở Mỹ,...).
Ở Liên Xô (trước đây), văn học phiêu lưu phát triển là nhờ có hàng loạt tủ sách và tạp chí về phiêu lưu, viễn tưởng, du kí, dành cho bạn đọc thanh thiếu niên. Những tác giả nổi tiếng của văn học phiêu lưu Liên Xô (trước đây) là: A. Grin, B. Ca-vê-rin, A.N. Tôn-xtôi, A. Gai-đa, A. Bê-lai-ép, Iu. Xê-mi-ô-nốp.